# Exèrcit Popular Català
Pour les articles homonymes, voir Epoca.
L'Exèrcit Popular Català (« Armée populaire catalane » en catalan), également connue sous le sigle EPOCA, est une organisation armée clandestine défendant l'indépendance de la Catalogne de l'Espagne, active entre 1976 et 1980, après plusieurs années de gestation.
Une grande partie de ses membres était issue du Front Nacional de Catalunya.
La justice espagnole reconnut l'organisation coupable plusieurs assassinats, dont celui de l'entrepreneur José María Bultó et de l'ancien maire de Barcelone Joaquín Viola Sauret et son épouse, par lesquels elle acquit une grande renommée médiatique.
Plusieurs de ses membres furent identifiés et poursuivis, notamment Jaume Martinez Vendrell, qui fut condamné par le Tribunal suprême espagnol à 36 ans de réclusion (peine qu'il n'accomplit pas car il prit la fuite).
Elle est considérée comme un antécédent de l'organisation Terra Lliure, étant donné qu'une grande partie des membres d'EPOCA intégrèrent cette dernière à la dissolution de l'organisation.